# GE Healthcare
GE Healthcare är ett företag i General Electric-koncernen, som bland annat tillverkar laboratorieinstrument och utrustning för medicinsk diagnostik. 
Delar av GE Healthcares verksamhet i Sverige har ett ursprung i Pharmacias biotekniska verksamhet, som överfördes till brittiska Amersham som sedermera köptes av General Electric, som bedrev verksamheten under namnet GE Healthcare Life Sciences. 
2019 såldes GE Healthcare Life Sciences till det amerikanska företaget Danaher Corporation, som driver verksamheten vidare under namnet Cytiva.